# Hipopótamo William

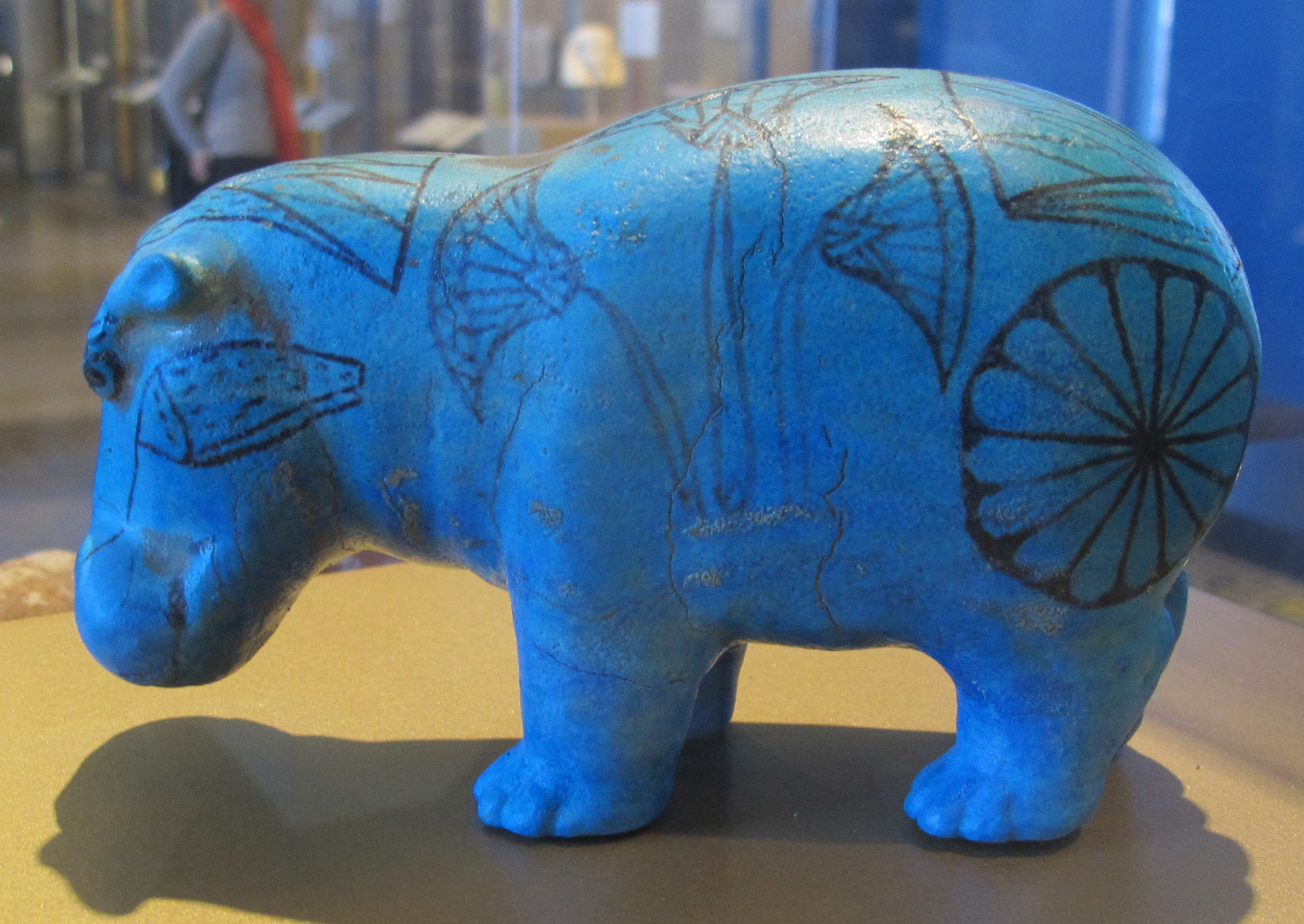
Vista lateral.

El Hipopótamo William es una pieza de la cerámica de fayenza del Imperio Medio de Egipto conservado en la colección del Museo Metropolitano de Arte de Nueva York, que sirve como mascota informal del museo. Encontrado en un conjunto asociado con la capilla de la tumba de «El mayordomo Senbi» en Meir, está datado de circa 1961-1878 a. C. durante los reinados de Sesostris I y Sesostris II. Esta pequeña figura en fayenza egipcia, un material sin arcilla, ha llegado a ser popular no únicamente por su aspecto entrañable, sino también por sus características definitorias que ilustran muchas de las facetas más destacadas de la producción artesanal en el antiguo Egipto durante esta época.
El hipopótamo apodado cariñosamente William, es uno de los varios objetos encontrados en la tumba de «El mayordomo Senbi», que fueron adquiridos por el Museo Metropolitano el año 1917. Según el Boletín del museo de ese año, estre hipopótamo es un «ejemplo particularmente fino de los de este tipo encontrados, en común con otras formas de animales, entre el mobiliario funerario de las tumbas del Imperio Medio», y también una pieza ejemplar de la cerámica del tipo fayenza egipcia.

## Fayenza egipcia
La fayenza egipcia fue, según David F. Grose, «un material hecho de cuarzo en polvo cubierto con un revestimiento vítreo verdadero». Significativamente más poroso y maleable que el vidrio propiamente dicho, podía ser moldeado a mano o fundido en moldes para crear recipientes u otros objetos. Si bien las materias primas similares están implicadas en la creación tanto de loza como del vidrio -cuarzo triturado o arena mezclada con cal y natrón o ceniza-, la loza en última instancia, carece de la estructura cristalina rígida encontrada en el vidrio moderno. Significativamente, tanto el vidrio como la fayenza se utilizaron, según Paul T. Nicholson, para imitar piedras semipreciosas en materiales menos costosos, y ambos fueron valorados por su belleza y durabilidad. Aunque no se trata de cerámica en una definición estricta, pues no contiene arcilla, la fayenza se nombra como cerámica.

## Estilo
Esta estatuilla demuestra la importancia de una variedad de estilos iconográficos en las prácticas de enterramiento de la era del Imperio Medio. Como Nicholson escribe, las figuras de animales eran comunes durante este período y las figurillas de hipopótamos, adornadas generalmente con plantas acuáticas, simbolizaban probablemente las características revitalizantes del Nilo. Pueden haber tenido algún tipo de significado religioso, ya que a veces se asociaban con una de las formas de Seth. Como no todas las estatuas de hipopótamos de esta época fueron tan minuciosamente pintadas, «William» es un ejemplo particularmente importante; ha sido «cubierto con una decoración en línea negra de flores de loto, brotes y hojas» para señalar su «entorno natural entre las tierras bajas del Nilo». Como se explica en el resumen del Museo Metropolitano, el hipopótamo fue uno de los animales más amenazadores para los antiguos egipcios y, en este caso, tres de las patas de «William» fueron intencionalmente rotas para evitar que lastimara al difunto en el más allá, el museo ha restaurado estas patas.

## Nombre
A principios del siglo XX, el capitán HM Raleigh y su familia poseían una fotografía del hipopótamo, y comenzaron a referirse a él como «William». Raleigh publicó un artículo sobre el hipopótamo para la revista Punch el 18 de marzo de 1931, en el que escribió: «Se describe en la parte posterior como: "Hipopótamo con flores de loto, brotes y hojas, XII dinastía (alrededor de 1950 a. C.), Serie VII, Número i, Fayenza egipcia", pero para nosotros es simplemente William». El artículo fue reimpreso en el Museo Metropolitano de Arte en el Boletín de junio de 1931, y el nombre agregado. En 1936 el Museo lanzó un libro titulado William and his Friends, A Group of Notable Creatures in The Metropolitan Museum of Art. Desde entonces, William ha continuado apareciendo en algunos logos y mercadotecnia del museo para los niños y los adultos. El Met primero comenzó vendiendo a los visitantes reproducciones de molde de William en la década de 1950. que hoy en día son fabricados por M. Hart cerámica.